# Campeonato Brasileiro de Futebol Sub-23 de 2019
O Campeonato Brasileiro Sub-23 de 2019 foi a terceira edição deste evento esportivo, um torneio nacional de futebol organizado pela Confederação Brasileira de Futebol (CBF).
Começou a ser disputado no dia 23 de maio e terminou em 13 de outubro. Nesta edição, o Internacional sagrou-se campeão pela segunda vez, vencendo a decisão contra o Grêmio pelo placar agregado de 1–0.

## Formato e participantes
O campeonato foi disputado no mesmo molde da edição anterior: na primeira fase, os participantes foram divididos em dois grupos, pelos quais disputaram confrontos de turno único contra os adversários do grupo oposto. Após oito rodadas, os quatro melhores colocados de cada chaveamento prosseguiram na competição. Os classificados foram novamente divididos em dois grupos; contudo, na segunda fase, disputaram jogos de turno e returno contra os adversários do próprio chaveamento. Após seis rodadas, os dois melhores colocados de cada grupo se classificaram para as semifinais. A partir desta fase, o torneio passou a ser disputado em jogos eliminatórios de ida e volta até a decisão. Os 16 participantes foram:
| Federação         | Participantes        | Participações | Títulos  |
| ----------------- | -------------------- | ------------- | -------- |
| Bahia             | Bahia                | 1             | —        |
| Bahia             | Vitória              | 1             | —        |
| Ceará             | Ceará                | —             | —        |
| Goiás             | Goiás                | 1             | —        |
| Pernambuco        | Santa Cruz           | 1             | —        |
| Pernambuco        | Sport                | 1             | —        |
| Paraná            | Athletico Paranaense | 2             | —        |
| Paraná            | Coritiba             | 2             | —        |
| Paraná            | Paraná               | —             | —        |
| Rio Grande do Sul | Grêmio               | 2             | —        |
| Rio Grande do Sul | Internacional        | 2             | 1 (2017) |
| Santa Catarina    | Avaí                 | 1             | —        |
| Santa Catarina    | Figueirense          | 2             | —        |
| São Paulo         | Corinthians          | —             | —        |
| São Paulo         | Ponte Preta          | —             | —        |
| São Paulo         | Santos               | 2             | —        |

## Primeira fase
Em 23 de maio, seis jogos foram responsáveis por abrirem a terceira edição do campeonato. Após oito rodadas, Avaí, Bahia, Figueirense, Goiás, Grêmio, Internacional, Santos e Vitória se classificaram para a segunda fase.

## Segunda fase
Em 25 de julho, duas semanas depois do término da primeira fase, os oito clubes classificados iniciaram a segunda fase do campeonato. Ao término da sexta rodada, Bahia, Grêmio, Internacional e Vitória se classificaram para as semifinais.

## Fases finais
Nesta edição, as semifinais foram protagonizadas por dois confrontos entre baianos e gaúchos. Na ocasião, Grêmio e Internacional eliminaram, respectivamente, Bahia e Vitória. Em 27 de setembro, a CBF definiu as datas e os locais da final. O Internacional ficou com o título após vencer o clássico Grenal pelo placar agregado de 1–0.
|  | Semifinais    | Semifinais | Semifinais | Semifinais |   |               | Final | Final | Final | Final |
|  |               |            |            |            |   |               |       |       |       |       |
|  | Bahia         | 1          | 0          | 1          |   |               |       |       |       |       |
|  | Internacional | 2          | 1          | 3          |   |               |       |       |       |       |
|  | Internacional | 2          | 1          | 3          |   | Internacional | 0     | 1     | 1     |       |
|  |               |            |            |            |   | Internacional | 0     | 1     | 1     |       |
|  |               | Grêmio     | 0          | 0          | 0 |               |       |       |       |       |
|  | Vitória       | Grêmio     | 0          | 0          | 0 | 0             | 0     | 0     |       |       |
|  | Vitória       |            |            |            |   | 0             | 0     | 0     |       |       |
|  | Grêmio        | 1          | 3          | 4          |   |               |       |       |       |       |

## Repercussão
Depois da finalíssima, jogadores e integrantes da comissão técnica do Internacional falaram sobre a conquista. O técnico Manu Correa, que assumiu o cargo após o técnico de ofício, Ricardo Colbachini, ter sido chamado para trabalhar interinamente com o time profissional, exaltou a concentração psicológica do elenco. Já o atacante Pedro Lucas, autor do único gol na final, classificou o título como uma forma de "redenção" pelos momentos ruins que passou durante sua transição para o elenco profissional.

### Geral
- «Regulamento Específico do Campeonato Brasileiro Sub-23 de 2019» (PDF). Confederação Brasileira de Futebol. Consultado em 12 de fevereiro de 2023. Cópia arquivada (PDF) em 3 de junho de 2021
- «Tabela detalhada do Campeonato Brasileiro Sub-23 de 2019» (PDF). Confederação Brasileira de Futebol. Consultado em 12 de fevereiro de 2023. Cópia arquivada (PDF) em 26 de outubro de 2021

### Específicas
1. ↑  «Internacional bate Grêmio e conquista o Brasileirão de Aspirantes». Gazeta Esportiva. 13 de outubro de 2019. Consultado em 12 de fevereiro de 2023. Cópia arquivada em 23 de setembro de 2021
2. ↑  «BRASILEIRO ASPIRANTES: Internacional bate Grêmio e fatura título». Futebol Interior. 13 de outubro de 2019. Consultado em 12 de fevereiro de 2023. Cópia arquivada em 12 de fevereiro de 2023
3. ↑  Silvio Rauth Filho (28 de junho de 2019). «Nos Aspirantes, Paraná Clube traz reforços do principal, mas perde para o Athletico». Bem Paraná. Consultado em 16 de setembro de 2021. Arquivado do original em 16 de setembro de 2021
4. ↑  Samih Zakzak (16 de maio de 2019). «Goiás inicia campanha no Brasileirão Sub-23 na próxima quinta (23)». Esporte Goiano. Consultado em 16 de setembro de 2021. Cópia arquivada em 16 de setembro de 2021
5. ↑  «CBF divulga novidades para 2019 no futebol feminino e categorias de base». Lance!. 1 de fevereiro de 2019. Consultado em 28 de junho de 2019. Cópia arquivada em 18 de fevereiro de 2019
6. ↑  «CBF divulga regulamento e tabela completa do Brasileiro de Aspirantes». Futebol Interior. 7 de maio de 2019. Consultado em 28 de junho de 2019. Arquivado do original em 28 de junho de 2019
7. ↑  «Brasileirão de Aspirantes: cinco equipes estreiam vencendo na rodada». Confederação Brasileira de Futebol. 23 de maio de 2019. Consultado em 12 de fevereiro de 2023. Cópia arquivada em 12 de fevereiro de 2023
8. ↑  «Oito equipes se garantem na segunda fase do Brasileirão de Aspirantes». Confederação Brasileira de Futebol. 11 de julho de 2019. Consultado em 12 de fevereiro de 2023. Cópia arquivada em 11 de agosto de 2020
9. ↑  «Aspirantes: Vitória e Grêmio abrem segunda fase com triunfo». Confederação Brasileira de Futebol. 25 de julho de 2019. Consultado em 12 de fevereiro de 2023. Cópia arquivada em 26 de julho de 2019
10. ↑  «Bahia, Grêmio, Inter e Vitória se garantem nas semis do Aspirantes». Confederação Brasileira de Futebol. 29 de agosto de 2019. Consultado em 12 de fevereiro de 2023. Cópia arquivada em 24 de outubro de 2020
11. ↑  «Gaúchos e baianos fazem as semifinais do Brasileiro de Aspirantes». O Curioso do Futebol. 30 de agosto de 2019. Consultado em 12 de fevereiro de 2023. Cópia arquivada em 19 de janeiro de 2021
12. ↑  «Aspirantes: Grêmio faz três no Vitória e está na decisão». Olimpíada Todo Dia. 13 de setembro de 2019. Consultado em 12 de fevereiro de 2023. Cópia arquivada em 12 de fevereiro de 2023
13. ↑  «Aspirantes: Inter volta a vencer o Bahia e vai à final do Brasileiro». Olimpíada Todo Dia. 12 de setembro de 2019. Consultado em 12 de fevereiro de 2023. Cópia arquivada em 12 de fevereiro de 2023
14. ↑  «Grêmio x Internacional no Brasileiro de Aspirantes: tabela da final». Confederação Brasileira de Futebol. 27 de setembro de 2019. Consultado em 12 de fevereiro de 2023. Cópia arquivada em 24 de outubro de 2020
15. ↑  João Praetzel (13 de outubro de 2019). «Inter vence Grêmio na final e é campeão do Brasileirão de Aspirantes». Zero Hora. Consultado em 12 de fevereiro de 2023. Cópia arquivada em 12 de fevereiro de 2023
16. ↑  «No Brasileiro de Aspirantes, Inter leva a melhor sobre o Grêmio e fatura a taça». Lance!. 13 de outubro de 2019. Consultado em 12 de fevereiro de 2023. Cópia arquivada em 16 de setembro de 2021
17. ↑  «BRASILEIRO ASPIRANTES: Internacional bate Grêmio e fatura título». Futebol Interior. 13 de outubro de 2019. Consultado em 12 de fevereiro de 2023. Cópia arquivada em 12 de fevereiro de 2023
18. ↑  «Técnico por um dia, Manu Correa cumpre missão Aspirantes Internacional». Confederação Brasileira de Futebol. 14 de outubro de 2019. Consultado em 12 de fevereiro de 2023. Cópia arquivada em 28 de outubro de 2021
19. ↑  «Após ano complicado, Pedro Lucas vê redenção em título com Aspirantes». Confederação Brasileira de Futebol. 14 de outubro de 2019. Consultado em 12 de fevereiro de 2023. Cópia arquivada em 26 de outubro de 2021